# L'amica di mia madre
L'amica di mia madre é um filme italiano de 1975, dirigido por Mauro Ivaldi.

## Sinopse
Um jovem de dezassete anos tem a sua primeira experiência sexual com uma amiga da mãe.

## Elenco
- Barbara Bouchet: Barbara
- Roberto Cenci: Billy
- Raúl Martínez: Victor
- Carmen Villani:  Andrea